# Radeon R900
La série Radeon R900 est la série de processeurs graphiques produits par AMD/ATI qui succède aux Radeon R800 (cartes HD 5000). Ils sont utilisés dans les cartes graphiques Radeon HD 6000.
Elles répondent du nom de code Northern Islands et sont destinées à concurrencer Nvidia avec ses dernières cartes GeForce G500 d'architecture Fermi.

## Architecture
L'architecture des R900 est une version simplifiée et légèrement optimisée des R800. Le nombre de processeurs de flux est légèrement en baisse. Par contre, le nombre de TMU est en hausse : 96 unités contre 80 pour la RV870. Le nombre de ROP reste inchangé à 32 unités.
Les Radeon HD 6900 ont une nouvelle approche comparés aux précédentes générations :
- L'architecture emploie le vectoriel 4D, ce qui permet de diminuer le nombre d'instructions jugé trop grand dans les anciennes puces
- Le nombre de Tesselator Engine passe à 2 au côté des 2 Raster Engine
- La vitesse des calculs en double précision a été améliorée avec un ratio de 1/4 par rapport à la simple précision
- Les calculs en nombres entiers ont été considérablement améliorés pour finalement permettre aux entiers 24 bits d'atteindre le même nombre de calculs par cycle que les nombres en virgule flottante 32 bits
- Les autres puces restent en vectoriel 5D comme sur les cartes HD 5000.

## Produits
| Modèles                  | Radeon HD 6450         | Radeon HD 6570         | Radeon HD 6670         | Radeon HD 6790                 | Radeon HD 6850                     | Radeon HD 6870                      | Radeon HD 6930                      | Radeon HD 6950                      | Radeon HD 6970             | Radeon HD 6990             |
| ------------------------ | ---------------------- | ---------------------- | ---------------------- | ------------------------------ | ---------------------------------- | ----------------------------------- | ----------------------------------- | ----------------------------------- | -------------------------- | -------------------------- |
| Nom de code              | Caïcos RV910-PRO       | Turks RV930-PRO        | Turks RV930-XT         | Barts RV940-CE                 | Barts RV940-PRO                    | Barts RV940-XT                      | Cayman RV970-LE                     | Cayman RV970-PRO                    | Cayman RV970-XT            | 2xCayman RV970-XT          |
| Gravure                  | 40 nm                  | 40 nm                  | 40 nm                  | 40 nm                          | 40 nm                              | 40 nm                               | 40 nm                               | 40 nm                               | 40 nm                      | 40 nm                      |
| Surface de la puce (mm2) | 67                     | 118                    | 118                    | 255                            | 255                                | 255                                 | 389                                 | 389                                 | 389                        | 2 × 389                    |
| Nb. transistors          | 370 millions           | 716 millions           | 716 millions           | 1,70 milliard                  | 1,70 milliard                      | 1,70 milliard                       | 2,64 milliards                      | 2,64 milliards                      | 2,64 milliards             | 2x2,64 milliards           |
| Mémoire (Mo)             | 512                    | 2048                   | 1024                   | 1024                           | 1024                               | 1024                                | 1024                                | 2048                                | 2048                       | 2 × 2 048                  |
| Type de mémoire          | GDDR5                  | GDDR5                  | GDDR5                  | GDDR5                          | GDDR5                              | GDDR5                               | GDDR5                               | GDDR5                               | GDDR5                      | GDDR5                      |
| Fréquence mémoire (MHz)  | 800                    | 1000                   | 1000                   | 1050                           | 1000                               | 1050                                | 1200                                | 1250                                | 1375                       | 1250                       |
| Largeur de bus (bits)    | 64                     | 128                    | 128                    | 256                            | 256                                | 256                                 | 256                                 | 256                                 | 256                        | 2x256                      |
| Bande passante (Go/s)    | 25.6                   | 64.0                   | 64.0                   | 134.0                          | 128.0                              | 134.0                               | 154.0                               | 160.0                               | 176.0                      | 2x 160.0                   |
| Fréquence GPU (MHz)      | 625                    | 650                    | 800                    | 840                            | 775                                | 900                                 | 750                                 | 800                                 | 880                        | 830                        |
| Fréquence Shaders (MHz)  | 625                    | 650                    | 800                    | 840                            | 775                                | 900                                 | 750                                 | 800                                 | 880                        | 830                        |
| Nb. stream processors    | 32vec5 (160)           | 96vec5 (480)           | 96vec5 (480)           | 160vec5 (800)                  | 192vec5 (960)                      | 224vec5 (1120)                      | 320vec4 (1280)                      | 352vec4 (1408)                      | 384vec4 (1536)             | 768vec4 (2x384vec4)        |
| Nb. TMU                  | 8                      | 24                     | 24                     | 40                             | 48                                 | 56                                  | 80                                  | 88                                  | 96                         | 192 (2x96)                 |
| Nb. ROP                  | 4                      | 8                      | 8                      | 16                             | 32                                 | 32                                  | 32                                  | 32                                  | 32                         | 64 (2x32)                  |
| Cache L2 (ko)            | 128                    | 128                    | 128                    | 256                            | 512                                | 512                                 | 512                                 | 512                                 | 512                        | 2 × 512                    |
| Fillrate Pixels (GP/s)   | 2.50                   | 5.20                   | 6.40                   | 13.44                          | 24.80                              | 28.80                               | 24.00                               | 25.60                               | 28.16                      | 53.12                      |
| Fillrate Textures (GT/s) | 5.00                   | 15.60                  | 19.20                  | 33.60                          | 37.20                              | 50.40                               | 60.00                               | 70.40                               | 84.48                      | 159.36                     |
| Calcul FP32 (GFLOPS)     | 200                    | 624                    | 768                    | 1344                           | 1488                               | 2016                                | 1920                                | 2253                                | 2703                       | 2x2550                     |
| Calcul FP64 (GFLOPS)     | -                      | -                      | -                      | -                              | -                                  | -                                   | 480                                 | 563                                 | 676                        | 2x637                      |
| Interface                | PCI-Express 16x 2.1    | PCI-Express 16x 2.1    | PCI-Express 16x 2.1    | PCI-Express 16x 2.1            | PCI-Express 16x 2.1                | PCI-Express 16x 2.1                 | PCI-Express 16x 2.1                 | PCI-Express 16x 2.1                 | PCI-Express 16x 2.1        | PCI-Express 16x 2.1        |
| Connectivité             | 1xVGA - 1xDVI - 1xHDMI | 1xVGA - 1xDVI - 1xHDMI | 1xVGA - 1xDVI - 1xHDMI | 2xDVI - 1xHDMI - 1xDisplayPort | 2xDVI - 1xHDMI -2xmini-DisplayPort | 2xDVI - 1xHDMI - 2xmini-DisplayPort | 2xDVI - 1xHDMI - 2xmini-DisplayPort | 2xDVI - 1xHDMI - 2xmini-DisplayPort | 2xDVI - 2xmini-DisplayPort | 1xDVI - 4xmini-DisplayPort |
| Version DirectX          | 11.0                   | 11.0                   | 11.0                   | 11.0                           | 11.0                               | 11.0                                | 11.0                                | 11.0                                | 11.0                       | 11.0                       |
| Version OpenGL           | 4.2                    | 4.2                    | 4.2                    | 4.2                            | 4.2                                | 4.2                                 | 4.2                                 | 4.2                                 | 4.2                        | 4.2                        |
| Version OpenCL           | 1.2                    | 1.2                    | 1.2                    | 1.2                            | 1.2                                | 1.2                                 | 1.2                                 | 1.2                                 | 1.2                        | 1.2                        |
| TDP (W)                  | 18                     | 60                     | 66                     | 150                            | 127                                | 150                                 | 186                                 | 200                                 | 250                        | 375                        |
| Date de sortie           | 7 avril 2011           | 19 avril 2011          | 19 avril 2011          | 2 avril 2011                   | 21 octobre 2010                    | 21 octobre 2010                     | 1er décembre 2010                   | 14 décembre 2010                    | 14 décembre 2010           | 8 mars 2011                |